# Sega GT
Sega GT — компьютерная игра в жанре гоночного симулятора, разработанная Wow Entertainment и TOSE и выпущенная Sega. Игра была выпущена в Японии. Релиз состоялся на Dreamcast и Microsoft Windows. Версия для Microsoft Windows была издана в следующем году — в Японии, Северной Америке (при помощи Sega) и в Европе при помощи Empire Interactive.
Она была задумана компанией Sega, как конкурент гоночной серии игр Gran Turismo, которая имела большую популярность и стимулировала высокие продажи консоли PlayStation. Sega GT была встречена позитивно, хоть и имела скромные продажи, и создала мало тяги для продвижения Dreamcast. Позже, в 2002 году, на Xbox было выпущено продолжение под именем Sega GT 2002.

## Игровой процесс
В режиме «Sega GT’s Championship», игрок соревнуется на 22 трассах, участвуя в различных гонках, пытаясь получить лицензии и выиграть кубки. Выигранные деньги можно было потратить на покупку нового авто и прокачку. Так же в игре был собственный конструктор авто, где игрок мог сам создать авто с нуля, используя приобретенные детали, или изменять любую свою машину.
В игре около 130 авто, от таких производителей как Mercedes-Benz, Audi, Fiat, и множество других.

## Отзывы и критика
| Сводный рейтинг    | Сводный рейтинг | Сводный рейтинг |
| Издание            | Оценка          | Оценка          |
| Издание            | Dreamcast       | PC              |
| ------------------ | --------------- | --------------- |
| GameRankings       | 80,66 %         | N/A             |
| Metacritic         | 84/100          | N/A             |
| Иноязычные издания |                 |                 |
| Издание            | Оценка          | Оценка          |
| Издание            | Dreamcast       | PC              |
| AllGame            | [ 3 ]           | N/A             |
| Edge               | 5/10            | N/A             |
| EGM                | 7,17/10         | N/A             |
| Eurogamer          | 6/10            | N/A             |
| Famitsu            | 33/40           | N/A             |
| GameFan            | 88 %            | N/A             |
| Game Informer      | 9/10            | N/A             |
| GamePro            | [ 10 ]          | N/A             |
| GameRevolution     | B               | N/A             |
| GameSpot           | 7,3/10          | N/A             |
| GameSpy            | 8,5/10          | N/A             |
| IGN                | 9,2/10          | N/A             |
| PC Gamer (US)      | N/A             | 20 %            |

Sega GT для Dreamcast получила хорошие отзывы. Критики высоко оценили богатый контент, но упрекали игру в управлении, которое иногда могло быть очень сложным.